# Robert Schmid
Robert Schmid (* 8. Februar 1867 in Hedingen; † 3. Juni 1934 in Zürich, Quartier Enge), heimatberechtigt in Hedingen und seit 1909 in Zürich, war ein Schweizer Jurist und freisinniger Politiker.

## Leben

### Familie
Robert Schmid war der Sohn des Landwirts und Gutsbesitzers Andreas Schmid und dessen Ehefrau Verena (geb. Hegetschweiler).
Er heiratete 1894 Fanny Elisabeth (1868–1958), die Tochter des Pfarrers Johann Jakob Baumann; gemeinsam hatten sie mehrere Kinder.

### Werdegang
Robert Schmid besuchte nach dem Tod seines Vaters das Gymnasium (heute Kantonsschule Rämibühl) in Zürich und immatrikulierte sich 1886 an der Universität Zürich zu einem Studium der Rechtswissenschaften, wo er Vorlesungen unter anderem bei Emil Zürcher hörte. Er setzte das Studium an der Universität Leipzig und der Universität Berlin fort. Am 2. Juni 1894 promovierte er an der Universität Zürich mit einer Dissertation über das Thema Die strafrechtliche Verantwortlichkeit für Pressvergehen zum Dr. jur.
Nach Beendigung des Studiums war er kurzzeitig als Auditor und Substitut-Stellvertreter beim Bezirksgericht Zürich. 1895 eröffnete er in Zürich eine Rechtsanwaltspraxis, die nach seinem Tod von seinem Sohn Walter (1897–1973) weitergeführt wurde.
Seit 1912 war er Mitglied im Verwaltungsrat der Zürcher Ziegeleien und ab 1926 deren Verwaltungsratspräsident. 1916 erfolgte seine Wahl zum Präsidenten des Verwaltungsrats der Italo-Schweizerischen Aktiengesellschaft für Fabrikation vegetabilischer Oele in Horn (Thurgau).
1924 war er Mitglied des Verwaltungsrats der Rhätischen Bahn.

### Politisches Wirken
Robert Schmid stand der Arbeiterbewegung wie auch der Frontenbewegung ablehnend gegenüber.
1899 gründete er den freisinnigen Kreisverein Zürich II und wurde 1910 zum Präsidenten der freisinnigen Partei Zürich gewählt; 1927 trat er von diesem Amt zurück.
Er war Mitglied der Bezirksschulpflege und von 1901 bis 1916 Mitglied des Grossen Stadtrats (1908 1. Vizepräsident und dessen 1909 Präsident.) Von 1902 bis zu seinem Tod wirkte er als Zürcher Kantonsrat (1920 2. Vizepräsident, 1921 1. Vizepräsident und Präsident). In dieser Zeit sass er auch, als Nachfolger des verstorbenen Johann Jakob Hauser, vom 1. Oktober 1913 bis zum 1. November 1919 im Nationalrat.
Im Grossen Stadtrat wurde er 1906 zum Präsidenten der Kommission zur Prüfung des Geschäftsberichts gewählt. 1908 trat er von seinem Amt als Präsident der freisinnigen Fraktion im Grossen Stadtrat zurück, weil er zum ersten Vizepräsidenten des Rates gewählt worden war.
1911 wurde er in die kantonsrätliche Petitionskommission gewählt.
Er unterstützte 1917 einen Aufruf zur Volksabstimmung über ein neues Steuergesetz im Kanton Zürich.
1918 gehörte er im Nationalrat der Kommission für die Vorberatung des Strafgesetzbuchentwurfes an.
Er war von 1923 bis 1932 Präsident der freisinnigen Fraktion im Kantonsrat und wurde im selben Jahr in die Zentralleitung der freisinnig-demokratischen Partei der Schweiz gewählt. Kurz vor seinem Tod trat er vom Amt des Fraktionssprechers zurück, und Heinrich Julius Weisflog (1872–1939) folgte ihm im Amt.
1926 war er Präsident der vom Kantonsrat zur Vorberatung der Wohnvorlagen eingesetzten Kommission sowie Vizepräsident der Liquidationskommission der zahlungsunfähigen Zürcher Depositenbank. Ebenfalls 1926 unterstützte er die Vorlage für ein neues Gemeindegesetz.

### Mitgliedschaften
Robert Schmid war einige Zeit Präsident der Gemeinnützigen Gesellschaft Enge und bis 1916 im Vorstand des Lesezirkels Hottingen; im selben Jahr wurde er auch dort zum Ehrenmitglied ernannt.
Er war seit 1926 Mitgründer und Zunftmeister der Zunft zu den Drei Königen.

## Schriften und Vorträge (Auswahl)
- Die strafrechtliche Verantwortlichkeit für Pressvergehen. Zürich 1894. (Digitalisat).
- Die freisinnige Partei der Stadt Zürich und ihre Stellung zu den andern politischen Parteien. In: Neue Zürcher Zeitung vom 11. März 1913, S. 1–2 (Digitalisat).
- Die Haager Uebereinkunft über die Ehescheidung und die Trennung von Tisch und Bett. In: Neue Zürcher Zeitung vom 21. März 1922, S. 5 (Digitalisat).
- Um die Vollziehung des Medizinalgesetzes. In: Neue Zürcher Zeitung vom 9. September 1932, S. 5 (Digitalisat).
- „Fronten“ und Freisinn. In: Neue Zürcher Zeitung vom 19. Mai 1933, S. 1 (Digitalisat).
- „Phrasen — Freisinn“ ? In: Neue Zürcher Zeitung vom 22. Juni 1933, S. 5 (Digitalisat).